# دشت ری
دشت ری یکی از دشت‌های استان تهران و ناحیه‌ای مسکونی با زمین‌های گسترده زراعی است که در جنوب شهر تهران قرار دارد.
شهر تهران برخاسته از ناحیه موسوم به دشت ری در سایه جنوبی رشته کوه‌های البرز میانی است. در این دشت چندین پژوهش باستان‌شناسی صورت گرفته است. به‌طور کلی شهرستان ری در ناحیه دشتی استان تهران واقع شده و تنها کوه بی بی شهربانو در شمال شرقی و کوه آزاد در ۲۱ کیلومتری جنوب باختری آن قرار گرفته است. اقوام آریایی مهاجر با ورود به ایران هنگامی که به دشت ری رسیدند، شهر ری را جهت قلعه سازی انتخاب کرده میدانی بزرگ را در آن بنا نهادند.
دشت ری یکی از غنی‌ترین دشت‌های منطقهٔ جنوبی البرز بوده، و از خصوصیات منحصربه‌فرد آن قرار داشتن در مسیر مهم‌ترین راه تجاری تاریخ منطقه، راه ابریشم بوده است.